# Hauser (Idaho)
Hauser es una ciudad ubicada en el condado de Kootenai en el estado estadounidense de Idaho. En el año 2010 tenía una población de 678 habitantes y una densidad poblacional de 294,78 personas por km².

## Geografía
Hauser se encuentra ubicado en las coordenadas 47°46′13″N 117°1′3″O / 47.77028, -117.01750. Según la Oficina del Censo, la localidad tiene un área total de 2,3 km² (0,9 mi²), de la cual 2,3 km² (0,9 mi²) es tierra y 0 km² (0 mi²) (0.0%) es agua.

## Demografía
En el 2000 la renta per cápita promedia del hogar era de $30,268, y el ingreso promedio para una familia era de $32,344. En 2000 los hombres tenían un ingreso per cápita de $30,000 contra $21,125 para las mujeres. El ingreso per cápita para la localidad era de $15,085. Alrededor del 10.6% de la población estaba bajo el umbral de pobreza nacional.